# Петрицкий, Анатолий Анатольевич
Анатолий Анатольевич Петрицкий (14 декабря 1931, Харьков — 6 сентября 2024) — советский, российский оператор, режиссёр, заслуженный деятель искусств РСФСР (1969).

## Биография
Родился 14 декабря 1931 года в Харькове в семье художника-авангардиста Анатолия Галактионовича Петрицкого.
В 1955 году окончил операторский факультет ВГИКа (мастерская Александра Гальперина). Первой полнометражной картиной, снятой Петрицким, стал «Мой младший брат» режиссёра Александра Зархи (1962). После чего получил приглашение от режиссёра Сергея Бондарчука для работы над экранизацией романа Льва Толстого «Война и мир». Съёмки продолжались около шести лет (1961—1967). В 1969 году фильм «Война и мир» получил премию «Оскар» за лучший фильм на иностранном языке.
В 1980 году вступил в КПСС.
В 1984 году состоялся режиссёрский дебют — поставил фильм «Талисман любви» совместно с Исланом Казиевым.
До 2010-х годов работал на «Мосфильме», принимал участие в программе по реставрации и восстановлению фонда фильмов прошлых лет, занимался подготовкой специалистов на курсах, организованных на киностудии.
Умер 6 сентября 2024 года в возрасте 92 лет. Похоронен в Москве на Троекуровском кладбище (уч.19-А).

## Личная жизнь
Был женат на Наталье Борисовне Бабочкиной (1929—2020), дочери актёра Бориса Бабочкина. Сын — Андрей Петрицкий (род. 1955).

## Работы в кино

### Режиссёр
- 1984 — Талисман любви
- 1987 — Причалы
- 2001 — Илья Муромец (руководитель работ по восстановлению фильма 1956 года)

### Оператор
| Год         | Фильм                             | Режиссёр          |
| ----------- | --------------------------------- | ----------------- |
| 1958        | Трудное счастье (второй оператор) | Александр Столпер |
| 1962        | Мой младший брат                  | Александр Зархи   |
| 1965—1967   | Война и мир                       | Сергей Бондарчук  |
| 1969        | Каждый вечер в одиннадцать        | Самсон Самсонов   |
| 1970        | Море в огне                       | Леон Сааков       |
| 1973 — 1974 | Высокое звание                    | Евгений Карелов   |
| 1976        | Улыбнись, ровесник!               | Юлий Кун          |
| 1977        | Мимино                            | Георгий Данелия   |
| 1978        | Мой ласковый и нежный зверь       | Эмиль Лотяну      |
| 1979        | Выбор (киноальманах)              | Николай Бурляев   |
| 1980        | Назначение                        | Сергей Колосов    |
| 1981        | Было у отца три сына              | Геннадий Иванов   |
| 1984        | Время и семья Конвей              | Владимир Басов    |

## Награды
- 1969 — Заслуженный деятель искусств РСФСР.
- 1966 — Почетный приз за сложные движения камеры на VII конгрессе МАНК в Праге.
- 2007 — Приз «Золотая камера» за вклад в кинематограф на XXVIII МКФ операторского мастерства в Битоле Manaki Brothers.
- 2010 — Премия киноизобразительного искусства «Белый квадрат» Гильдии кинооператоров России — «За вклад в операторское искусство»[6].